# Honda CB450
Honda CB450 — стандартный мотоцикл, выпускавшийся с 1965 по 1974 год японской компанией Honda.

## Описание
Мотоцикл Honda CB450 имел характерный топливный бак с хромированными стенками. Модели ранних выпусков были известны как «Black Bomber» или «Dragon», однако в Канаде мотоцикл продавался под названием «Hellcat».
Мотоцикл Honda CB450 оснащался рядным двухцилиндровым двигателем объёмом 444 см3 с углом наклона 180° и клапанным механизмом DOHC. Двигатель развивал мощность 45 л. с. Изначально мотоцикл оснащался четырёхступенчатой трансмиссией, а с 1968 года — пятиступенчатой.

## Галерея

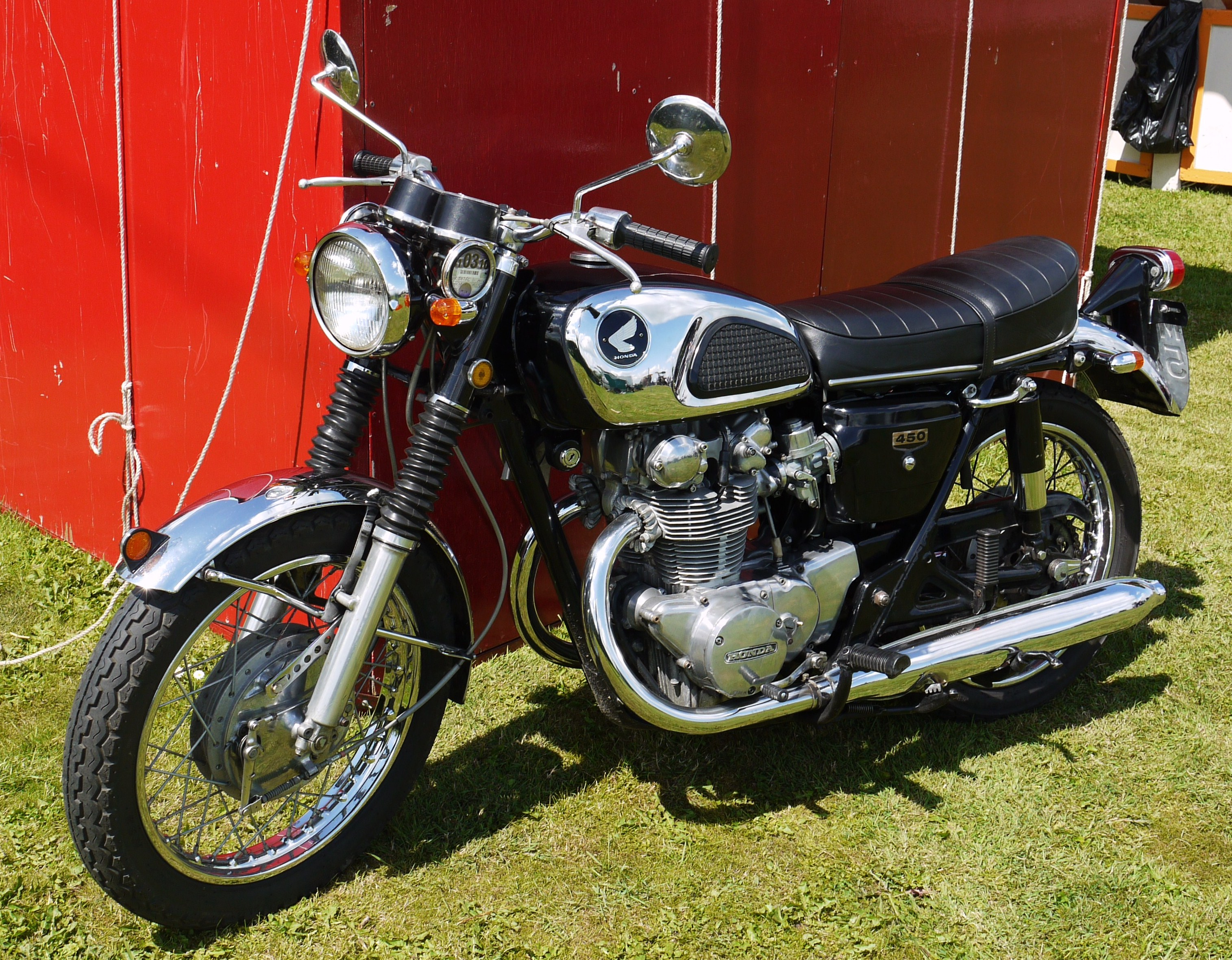
Второе поколение Honda CB450 (с 1968 года)
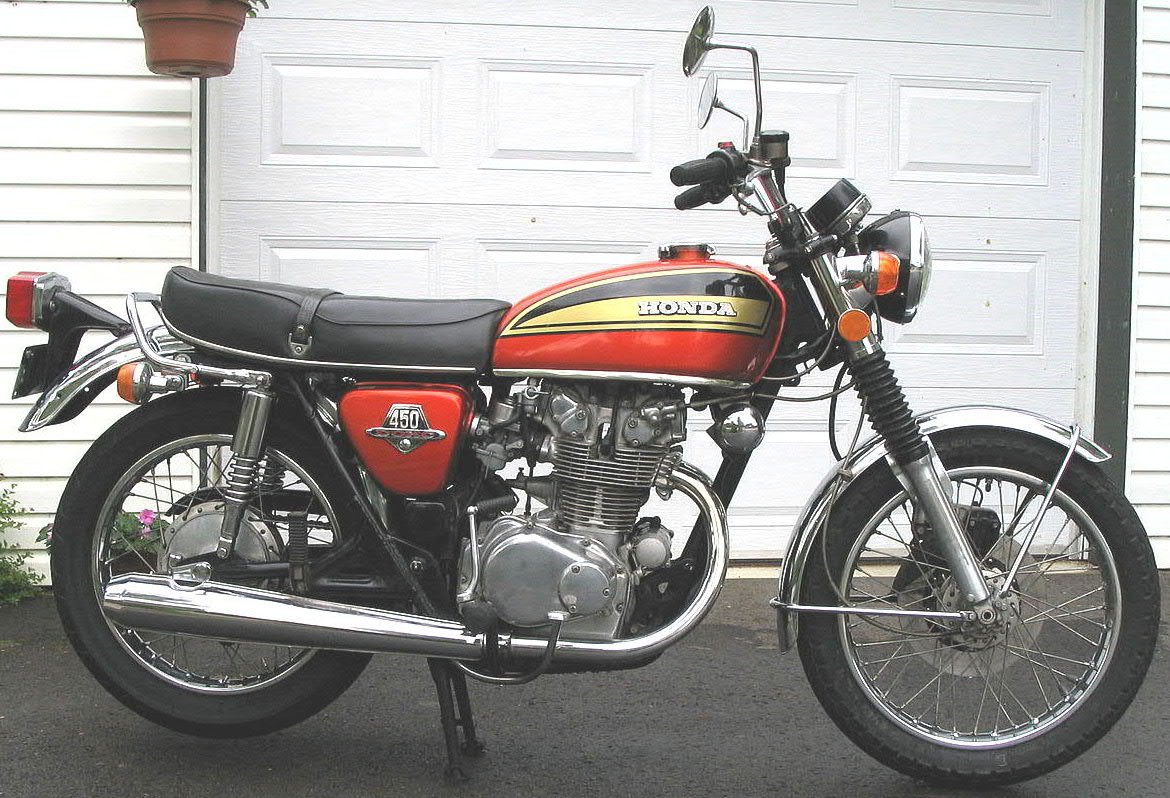
1974 Honda CB450 K7